# Mansour Guettaya
Mansour Guettaya, né le 26 décembre 1949 à Es-Souda (actuel gouvernorat de Sidi Bouzid) et mort le 11 juin 2024, est un athlète tunisien, spécialiste du demi-fond.
Il remporte deux titres aux Jeux méditerranéens de 1971 et une médaille d'argent lors de l'édition suivante.